# إبراهيم البنكي
إبراهيم البنكي (1 مارس 1949 -)، ممثل بحريني بدأ مشواره الفني في الستينات من خلال المسرح المدرسي ومن خلال الاستكشات التمثيلية لكن بدايته الفعلية كانت في مسرحية البراحة عام 1980 ، ثم قدم العديد من الأعمال التلفزيونية والمسرحية، من أشهر ادوارة بوشلاخ في مسلسل نيران.

## أعماله

### المسلسلات التلفزيونية
- سوالف أم هلال
- مواطن طيب
- بن عقل
- ملح وذهب
- الهارب
- الكلمة الطيبة
- اخر الرجال
- نيران
- السديم
- 123 أكشن
- ليل البنادر
- شريك الحياة
- وعاد الماضي
- اي دمعة حزن لا
- غناوي المرتاحين
- خادمة القوم
- لولو ومرجان
- برايحنا
- حزاوينا خليجية
- غصات الحنين
- حكايات ابن الحداد[2]

### المسرحيات
- توب توب يابحر
- البراحة
- حديث الديرة
- بيت خاص جدا
- مواطن ايل للسقوط